# Lotte Goslar
Lotte Goslar   (Dresden, 27 de febrer de 1907 - Great Barrington, 16 d'octubre de 1997) va ser una ballarina alemanya-estatunidenca.
Provenia d'una família bancària i va començar a treballar com a ballarina a una edat primerenca. Va prendre classes de Mary Wigman i Gret Palucca. Va debutar a Berlín. Aviat va desenvolupar el seu propi estil de dansa expressiva. El 1933 va deixar Alemanya i es va unir al cabaret d'Erika Mann Die Pfeffermühle.
Va fer una gira per Europa amb el cabaret "Die Pfeffermühle" i va tenir èxit al "Free Theatre" (Osvobozené divadlo) de Praga. Va viatjar amb el grup als Estats Units a finals de tardor de 1936 per fer primer un nou començament (encara que en va) amb el "Peppermill" a principis de 1937. Es va quedar allà a l'exili per fàstic dels nacionalsocialistes (nazis). Goslar va actuar a les discoteques i va anar a Hollywood el 1943, on va fundar la seva pròpia companyia, amb la qual va fer nombroses gires per Estats Units i més tard per Europa. Des de finals dels anys setanta ha actuat repetidament a Alemanya.
Com a coreògrafa, va desenvolupar una barreja de dansa i pantomima. Els seus títols inclouen "For Humans Only" (1954) i "Clowns and Other Fools" (1966). També va treballar com a professora de dansa i va ensenyar a Marilyn Monroe i Gower Champion, entre d'altres.
Va deixar el seu llegat artístic a l'Arxiu de Dansa Alemany de Colònia i a la Divisió de Dansa Jerome Robbins de la Biblioteca Pública de Nova York.